# 4817 Gliba
4817 Gliba este un asteroid din centura principală de asteroizi.

## Descriere
4817 Gliba este un asteroid din centura principală de asteroizi. A fost descoperit pe 27 februarie 1984 la Observatorul La Silla de Henri Debehogne. Asteroidul prezintă o orbită caracterizată de o semiaxă mare de 2,35 ua, o excentricitate de 0,21 și o înclinație de 2,2° în raport cu ecliptica.